# Taganrog

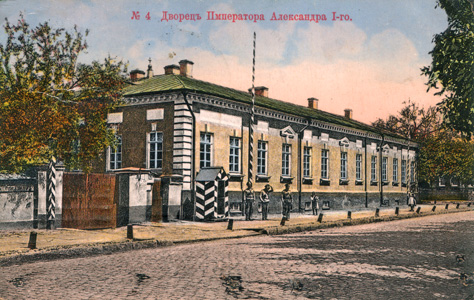
Le palais d'Alexandre Ier de Russie à Taganrog, où l'empereur de Russie est mort en 1825.

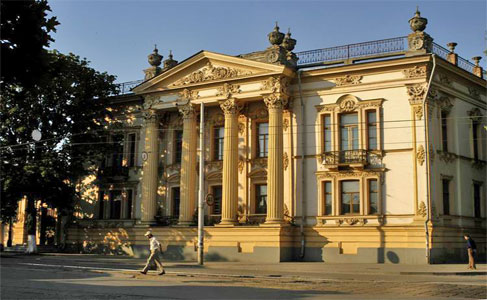
Le palais d'Achille Alferaki.

Taganrog (russe et ukrainien : Таганрог) est une ville portuaire et industrielle de l'oblast de Rostov, en Russie. Sa population s'élevait à 251 050 habitants en 2016 et l'agglomération avec les banlieues à 325 000 habitants.

## Géographie
Taganrog est située au bord du golfe de Taganrog de la mer d'Azov, à 61 km à l'ouest de Rostov-sur-le-Don.

### Climat
| Mois                                        | jan.      | fév.       | mars       | avril     | mai       | juin      | jui.      | août      | sep.      | oct.       | nov.       | déc.       | année     |
| ------------------------------------------- | --------- | ---------- | ---------- | --------- | --------- | --------- | --------- | --------- | --------- | ---------- | ---------- | ---------- | --------- |
| Température minimale moyenne (°C)           | −4,5      | −4,2       | 0,5        | 7,5       | 13,6      | 18        | 20,2      | 19,4      | 13,8      | 7,9        | 1,6        | −2,8       | 7,6       |
| Température moyenne (°C)                    | −2,5      | −1,9       | 3,2        | 10,9      | 17,6      | 22,3      | 24,7      | 24,1      | 18        | 11         | 3,8        | −0,9       | 10,9      |
| Température maximale moyenne (°C)           | 0,1       | 1,3        | 7          | 15,4      | 22,2      | 27,1      | 29,9      | 29,5      | 22,9      | 15         | 6,8        | 1,7        | 14,9      |
| Record de froid (°C) date du record         | −32 1935  | −29,5 1954 | −23,7 1929 | −7 1926   | −0,9 1940 | 4,6 1916  | 9,6 1956  | 7,3 1966  | −0,2 1956 | −10,3 1912 | −20,9 1931 | −26,1 1945 | −32 1935  |
| Record de chaleur (°C) date du record       | 10,6 1948 | 15,6 1966  | 22 2020    | 28,4 1970 | 35,8 2007 | 37,4 1924 | 40,5 2020 | 40,5 2010 | 35,6 2010 | 30,5 1999  | 22,7 1932  | 14,5 2012  | 40,5 2020 |
| Ensoleillement (h)                          | 60        | 80         | 129        | 195       | 271       | 293       | 318       | 305       | 237       | 158        | 70         | 44         | 2 160     |
| Précipitations (mm)                         | 58        | 48         | 45         | 39        | 51        | 59        | 39        | 36        | 49        | 42         | 49         | 56         | 571       |
| Record de pluie en 24 h (mm) date du record | 34 1959   | 43 2020    | 28 2000    | 42 1939   | 71 1928   | 84 1989   | 95 1958   | 65 1952   | 72 1996   | 39 1957    | 62 1909    | 33 1923    | 95 1958   |

| Diagramme climatique                                  |           |        |           |            |          |            |            |            |         |          |           |
| J                                                     | F         | M      | A         | M          | J        | J          | A          | S          | O       | N        | D         |
| 0,1−4,558                                             | 1,3−4,248 | 70,545 | 15,47,539 | 22,213,651 | 27,11859 | 29,920,239 | 29,519,436 | 22,913,849 | 157,942 | 6,81,649 | 1,7−2,856 |
| Moyennes : • Temp. maxi et mini °C • Précipitation mm |           |        |           |            |          |            |            |            |         |          |           |

## Étymologie
Son nom provient de la réunion du mot tagan qui signifie four ou bien chaudron pour la préparation de la nourriture à feu à l'air libre et du mot rog, corne dans le sens de cap.

## Histoire

### Antiquité
Les fouilles archéologiques ont montré que l'endroit était habité aux VIIe et VIe siècles av. J.-C. par un peuplement grec qui n'a laissé que des fragments de céramique au bord de la mer d'Azov. Certains spécialistes pensent que leur village se nommait en grec Κρημνοὶ (Kremnoï) qui est rappelée dans d'anciens textes d'Hérodote. Il a été détruit par les Scythes. Il n'existait qu'une seule autre colonie maritime grecque à l'époque, beaucoup plus loin; elle se trouvait au nord du Pont-Euxin sur l’île de Berezan.

### Moyen Âge
Lorsque les Génois colonisent intensivement les bords du Pont Euxin, ils s'aventurent jusqu'ici pour construire au XIIIe siècle un port, nommé « Porto Pisano ».

### Empire russe
Après la prise d'Azov en 1696 aux Ottomans, Pierre le Grand commande des travaux pour la construction d'un port. La citadelle d'Azov est renforcée sous la direction de l'ingénieur maritime Antoine de La Valle (Autrichien d'origine française), puis il est décidé de construire un fort à l'embouchure de la rivière Mious, construction supervisée par Ernst Friedrich von Borgsdorf, mais ensuite le projet est transféré à l'emplacement actuel du port de Taganrog.
Fondée officiellement le 12 septembre 1698 par Pierre le Grand, Taganrog a donc été la première base de la marine de guerre russe. Les travaux du port sont confiés à l'Italien Matteo Simont et du fort à Borgsdorf. Il prend le nom de fort de la Trinité. Il est entouré de remparts de bois de 8 mètres de hauteur et de douves de 5 mètres de profondeur et comporte trois bastions, deux demi-bastions, et trois ravelines. Des casemates et des casernes sont construites à l'intérieur selon un plan radial autour d'une place centrale avec son église, les habitations de la population, les entrepôts, les magasins, l'hôtel de ville, etc. À deux kilomètres au large, le fort de la Tortue est construit en mer pour la garde du port, sur une île artificielle. Le général allemand Christoph Hermann von Manstein évoque dans ses Mémoires les travaux de construction colossaux de la forteresse de Taganrog. Des petits forts sont également construits aux abords, comme celui de l'embouchure de la Mious. L'endroit et les environs deviennent un lieu d'immigration sur ordre du tsar, composé non seulement de paysans et soldats russes, mais aussi de Baltes, de spécialistes suédois, de Turcs ou de Tatars.

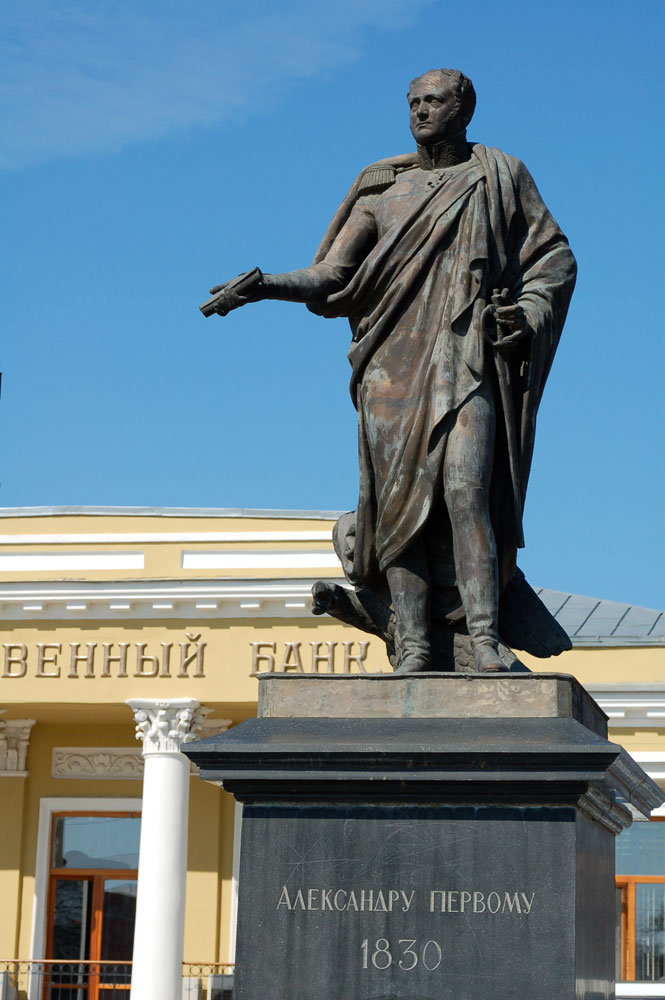
Statue d'Alexandre Ier à Taganrog.

La croissance et le développement de la ville sont étroitement liés à l'histoire de l'Empire russe, avec sa lutte séculaire pour l'accès aux mers méridionales. C'est à Taganrog que sont tirés des feux d'artifice en l'honneur des premières victoires de la Marine nationale russe sur la mer d'Azov.
Le grand escalier de pierre de Taganrog qui descend sur les quais le long de la mer d'Azov date de 1823.
L'empereur Alexandre Ier meurt le 19 novembre 1825 (1er décembre dans le calendrier grégorien) à Taganrog.
Pendant la guerre de Crimée, Taganrog est assiégée par les armées franco-britanniques en 1855.
C'est dans cette ville que le père d'Anton Tchekhov tint un petit magasin, puis une épicerie et magasin de denrées coloniales, où le futur écrivain passa une partie de son enfance. Natif de Taganrog (sa maison natale est au n° 69 de l'actuelle rue Tchekhov), Anton Tchekhov y fit toutes ses études avant de partir pour Moscou commencer ses études de médecine.

### XXesiècle
Entre les mois de mai et d'août 1918, la ville est occupée par des forces allemandes du Kaiser Wilhelm II. Durant la guerre civile russe, de janvier à décembre 1919, Taganrog est le siège du quartier général du commandant en chef des Forces Armées du Sud de la Russie, le général Dénikine, qui s'installe dans la maison Avguerino de la ville. Quand le pouvoir soviétique triomphe le 25 décembre 1919, le reste des forces de Denikine et le consulat britannique sont évacués par le HMS Montrose. Le pouvoir est alors exercé par le Comité exécutif du soviet des travailleurs. De 1920 à 1925, la ville fait partie du gouvernement de la république socialiste soviétique d'Ukraine au sein du district (okroug) de Taganrog. De même que l'okroug de Chakhty, elle est rattachée le 1er octobre 1924 à la RSFSR (république socialiste fédérative soviétique de Russie). En 1926, la ville est peuplée de 34,6 % d'Ukrainiens et de 55,2 % de Russes, et les Ukrainiens sont en majorité absolue dans les localités des alentours (Ukrainiens, 71,5 % et Russes 21 %). Elle entre dans l'oblast de Rostov en 1937 et devient le chef-lieu administratif du district de Taganrog de 1937 à 1962. L'industrialisation s'intensifie à partir des années 1925. Une école de pilotage militaire est ouverte en 1938, elle est depuis la base aérienne Taganrog-Central.

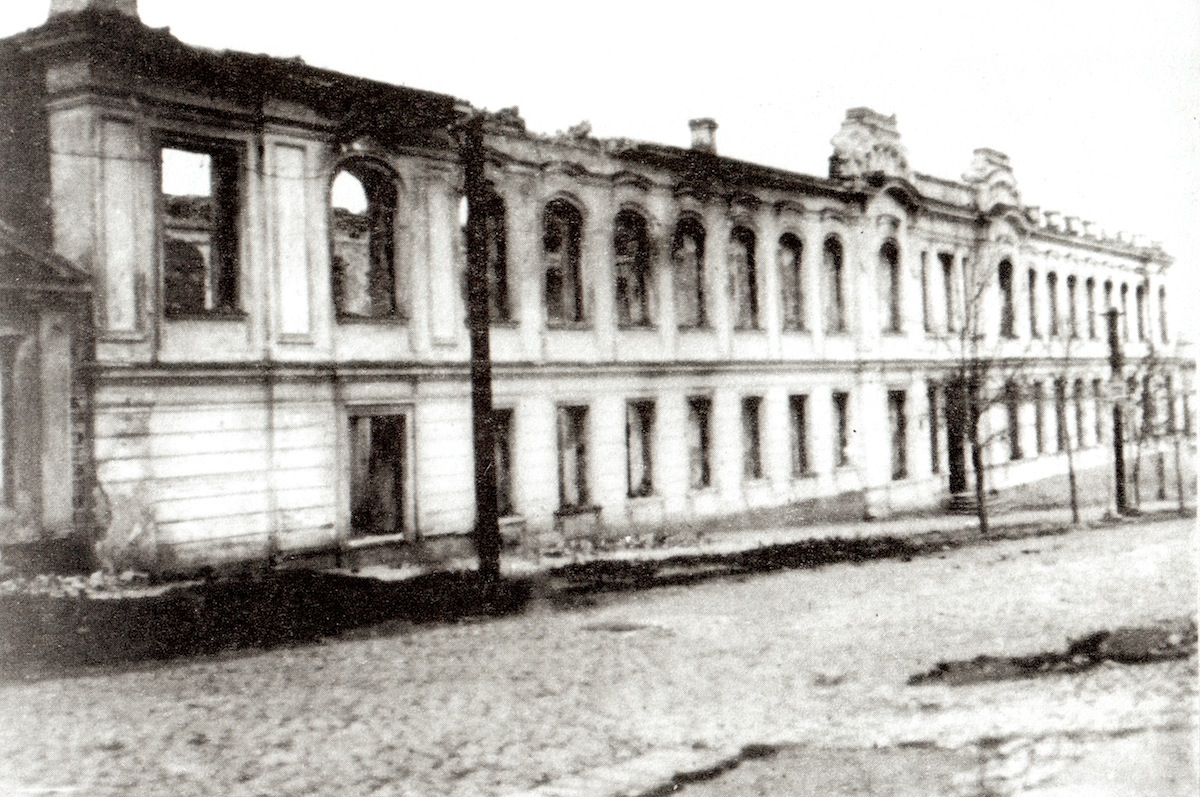
L'école n°4 détruite par l'occupant avant sa retraite.

Pendant la Seconde Guerre mondiale, Taganrog est occupée par les forces allemandes pendant 680 jours, du 17 octobre 1941 au 30 août 1943. 
Le 29 octobre 1941, tous les juifs de la ville (environ 2 500) sont réunis sur la place Vladimirskaïa puis recensés à l'école n°27 et emmenés par camions au (en)  Gully de Petrouchino  proche de l'usine d'aviation de Beriev. Une fois sur place, ils sont assassinés par les collaborateurs de la Schutzmannschaft sous la direction d' Otto Ohlendorf du Einsatzgruppe D.[réf. nécessaire]

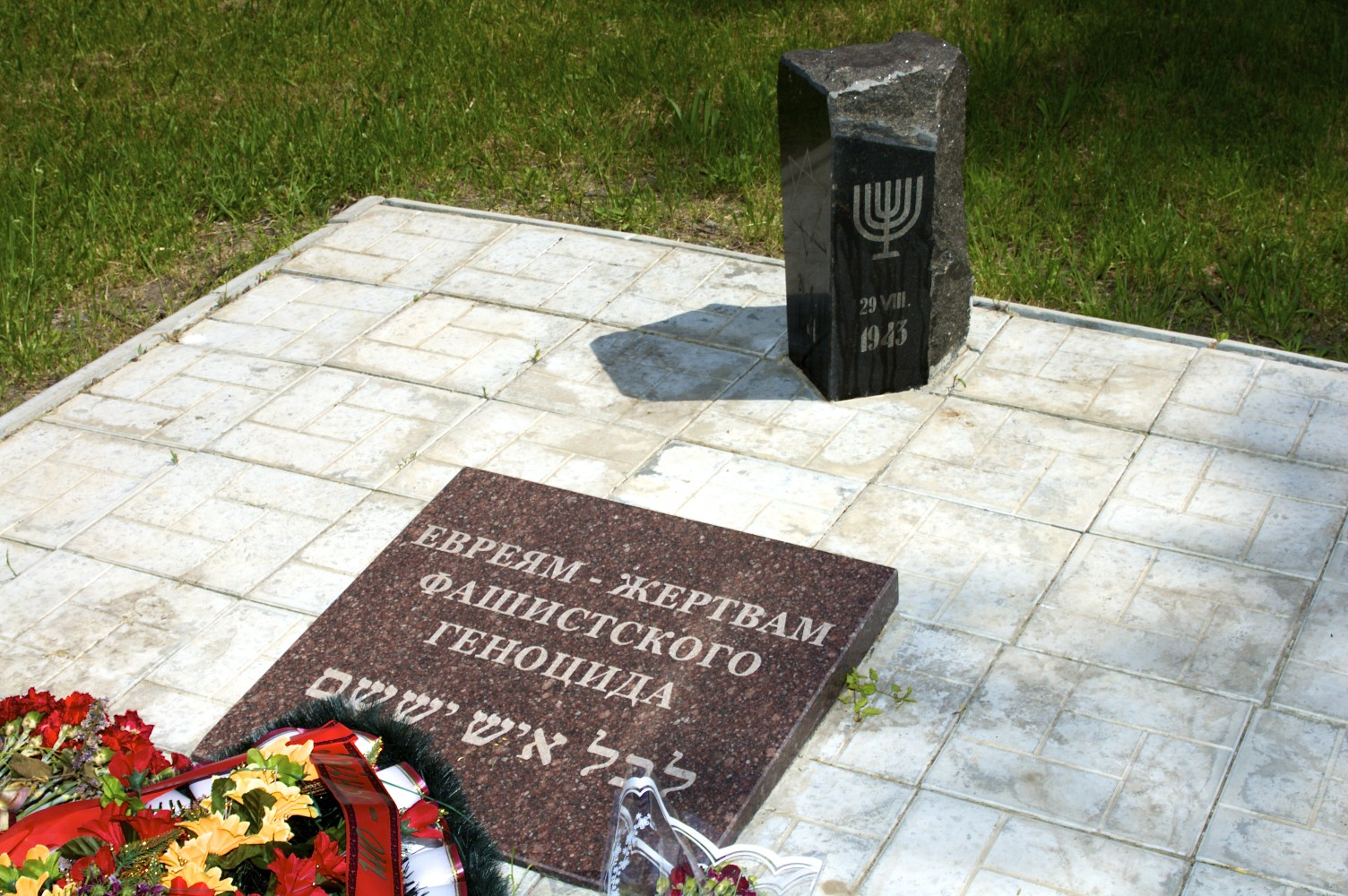
Mémorial en mémoire des victimes juives assassinées à Taganrog.

La résistance contre l'occupant est active, malgré une collaboration minoritaire. L'état-major du VIII. Fliegerkorps de la Luftwaffe du général von Richthofen s'y trouve en automne 1942, avant d'appuyer en novembre les troupes allemandes assiégées à Stalingrad. Avec le siège de Stalingrad, le besoin de sang transfusé pour les officiers allemands provoque la tragédie de l'orphelinat de Taganrog, où des transfusions sont menées sur les enfants qui ont tous moins de dix ans. Avec l'avancée du front, ce centre de transfusion illégal est transféré en Ukraine à Velikaïa Lepetikha, dans l'oblast de Kherson. Le 30 août 1943, la flottille d'Azov commence à attaquer. Les premiers à libérer la ville le lendemain sont les soldats de la 130e division de tirailleurs de Taganrog commandés par Constantin Sytchiov (1906-1982). Certaines sources[Lesquelles ?] indiquent que des soldats allemands furent torturés et exécutés, puis jetés dans un puits.
Le camp de prisonniers allemands 356 est installé en septembre 1943. Le monument Le Serment de la jeunesse est érigé en 1973 en mémoire des jeunes résistants de la ville.

### Aujourd'hui
Aujourd'hui, Taganrog est une ville industrielle et culturelle importante de la Russie méridionale. La ville dispose d'un vaste réseau d'établissements d'enseignement. Située sur les rives de la mer d'Azov, près de Rostov-sur-le-Don, Taganrog a également une forte vocation touristique et balnéaire.

## Population
Recensements (*) ou estimations de la population
| 1800  | 1856   | 1897*  | 1914   | 1926*  | 1939*   |
| ----- | ------ | ------ | ------ | ------ | ------- |
| 5 914 | 18 500 | 51 437 | 68 400 | 85 608 | 188 781 |

| 1959*   | 1970*   | 1979*   | 1989*   | 2002*   | 2010*   |
| ------- | ------- | ------- | ------- | ------- | ------- |
| 202 062 | 254 154 | 276 444 | 291 622 | 281 947 | 257 681 |

| 2012    | 2013    | 2014    | 2015    | 2016    | 2017 |
| ------- | ------- | ------- | ------- | ------- | ---- |
| 256 565 | 254 783 | 253 587 | 253 040 | 251 050 | -    |

La population de Taganrog compte une centaine de nationalités, dont d'importantes minorités arménienne, grecque pontique et juive.

## Divisions administratives
La ville est partagée en cinq okrougs : l'oukroug central (Tsentralnoïe), l'oukroug maritime (Primorskoïe), l'oukroug industriel (Promychlennoïe), l'okroug ouest (Zapadnoïe) et l'okroug nord (Severnoïe).

## Économie
Taganrog est un important centre industriel du sud de la Russie, dominé par :
- l'usine métallurgique de Taganrog (TAGMET), fondée en 1895, qui produit de l'acier et des tubes d'acier[8] ;
- Krasny Kotelchtchik ou TKZ : un des principaux fabricants de chaudières de Russie ;
- Complexe scientifique et technique d'Aviation Beriev: construction de Beriev Be-200 et d'autres hydravions ;
- Tagaz : construction automobile (assemblage de véhicules Hyundai).

Le blé Taganrog est une variante au rendement plus faible que la moyenne, mais particulièrement riche en protéines, en vitamines et en minéraux.

## Culture

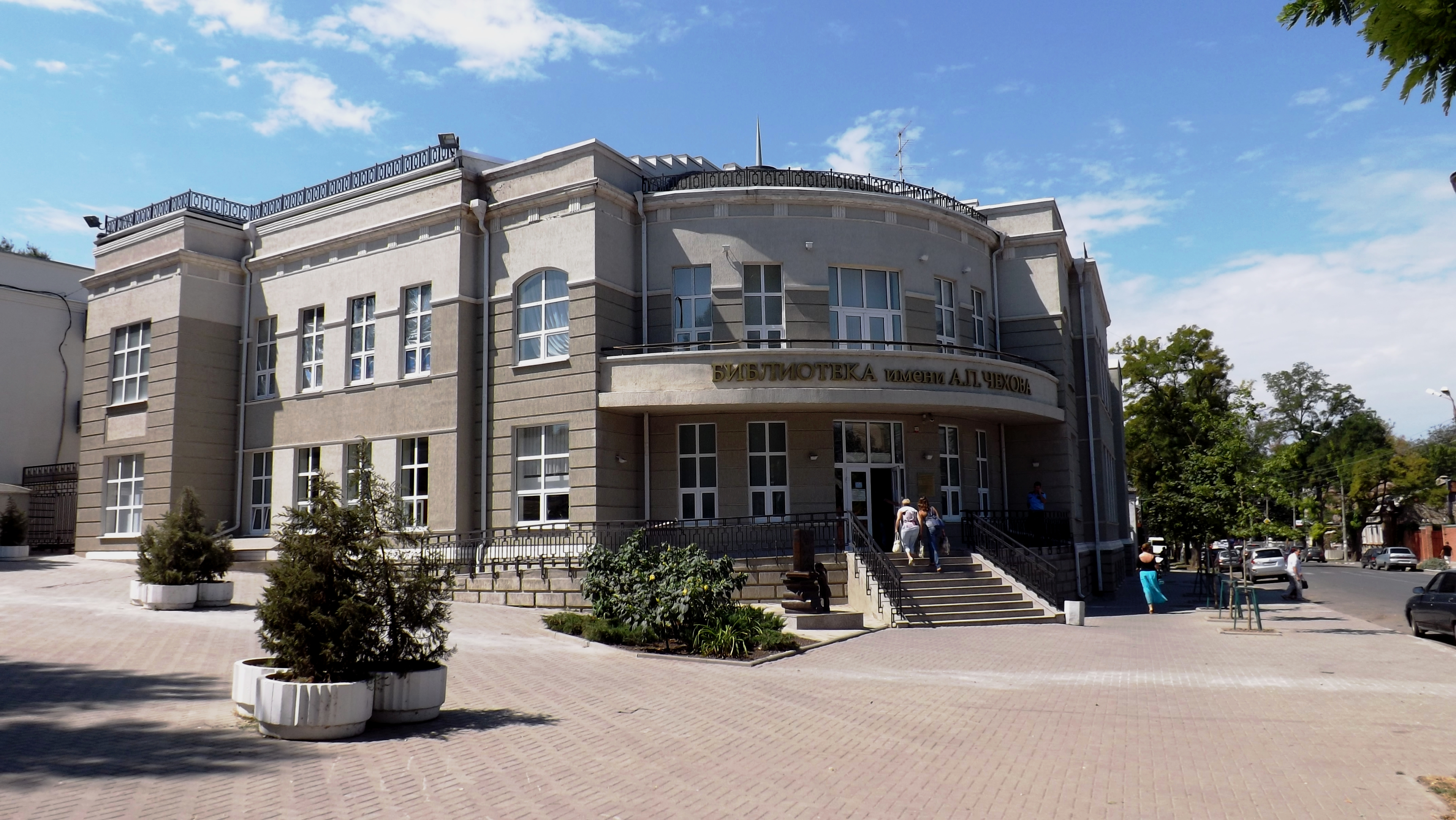
Vue de la bibliothèque Tchekhov.

La ville dispose de plusieurs théâtres et de salles de concert et de huit salles et multi-salles de cinéma, ainsi que de cinq orchestres ou ensembles musicaux, dont l'orchestre municipal de chambre. Elle possède deux bibliothèques principales dont la bibliothèque publique centrale Tchekhov, ouverte le 23 mai 1876. La ville est connue aussi pour ses « art-cafés » dont le Freken Bok (24 ruelle Tourgueniev) qui réunit la jeunesse intellectuelle locale depuis 2009 avec ses lectures publiques.

### Théâtres et cirque
- Théâtre Tchekhov de Taganrog
- Théâtre de la Jeunesse Malyguina
- Théâtre Sad (Le Jardin)
- Cirque de Taganrog Azovie

### Musées
- Épicerie du père de Tchekhov, maison où Anton Tchekhov passa une partie de son enfance
- Maison natale de Tchekhov
- Maison Tchaïkovski
- Musée d'art de Taganrog
- Musée littéraire d'Anton Tchekhov
- Musée littéraire Vassilenko

### Sculptures
- Sculpture de Korolev et de Gagarine
- Composition sculpturale «Pyramide égyptienne»

## Sport
Handball
- Fakel-TKZ Torch Taganrog

Rugby à XV
- Bulava Taganrog

## Culte

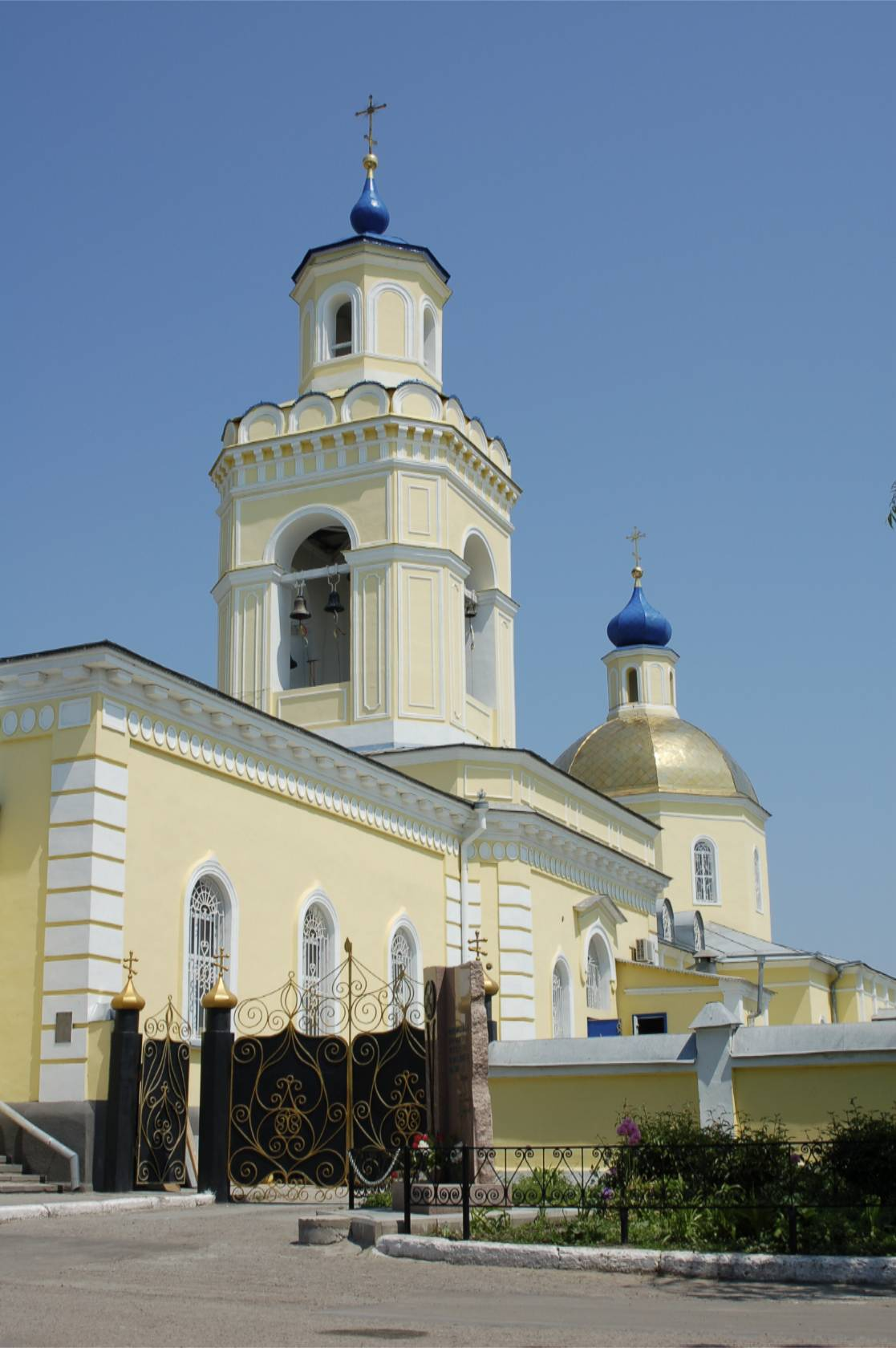
Vue de l'église Saint-Nicolas de Taganrog.

Plusieurs églises ont été démolies pendant les années 1930 sous la période d'athéisme politique, comme la grande cathédrale de l'Assomption (où fut baptisé Anton Tchekhov), la chapelle de Saint-Paul de Taganrog, l'église grecque Saint-Constantin-et-Sainte-Hélène, ou le grand monastère grec d'architecture néo-classique. Depuis la normalisation des rapports du politique et du religieux dans les années 1990, la majorité de la population appartient à l'Église orthodoxe russe et fréquente la douzaine de paroisses qui existent à Taganrog, dont les plus importantes sont réunies à l'église de Tous-les-Saints, à Saint-Georges et à Saint-Nicolas. Il existe aussi une paroisse catholique, la Sainte-Trinité, et plusieurs communautés protestantes d'origine américaine apparues récemment (les adventistes, presbytériens ou baptistes).

## Enseignement
La ville de Taganrog dispose de plusieurs établissements d'enseignement supérieur et professionnel :
- Université d'État radiotechnique de Taganrog
- Institut pédagogique Tchekhov
- Institut d'administration et d'économie de Taganrog
- Antenne de Taganrog de l'université russe de sciences humaines
- Antenne de Taganrog de l'université technique du Don
- Antenne de Taganrog de la nouvelle université russe
- Antenne de Taganrog de l'institut de sciences sociales et humaines de Moscou
- Antenne de Taganrog de l'institut d'aviation de Moscou
- Antenne de Taganrog de l'institut technologique de Moscou
- Collège supérieur de construction maritime
- Collège supérieur d'aviation Petliakov
- Collège supérieur musical de Taganrog
- Collège supérieur de métallurgie
- Collège supérieur de mécanique
- Collège supérieur polytechnique
- Collège supérieur de construction
- Collège supérieur de médecine

## Espaces verts
- Parc Gorki
- Parc Primorsky
- Bois Doubki
- Parc du Tricentenaire de Taganrog

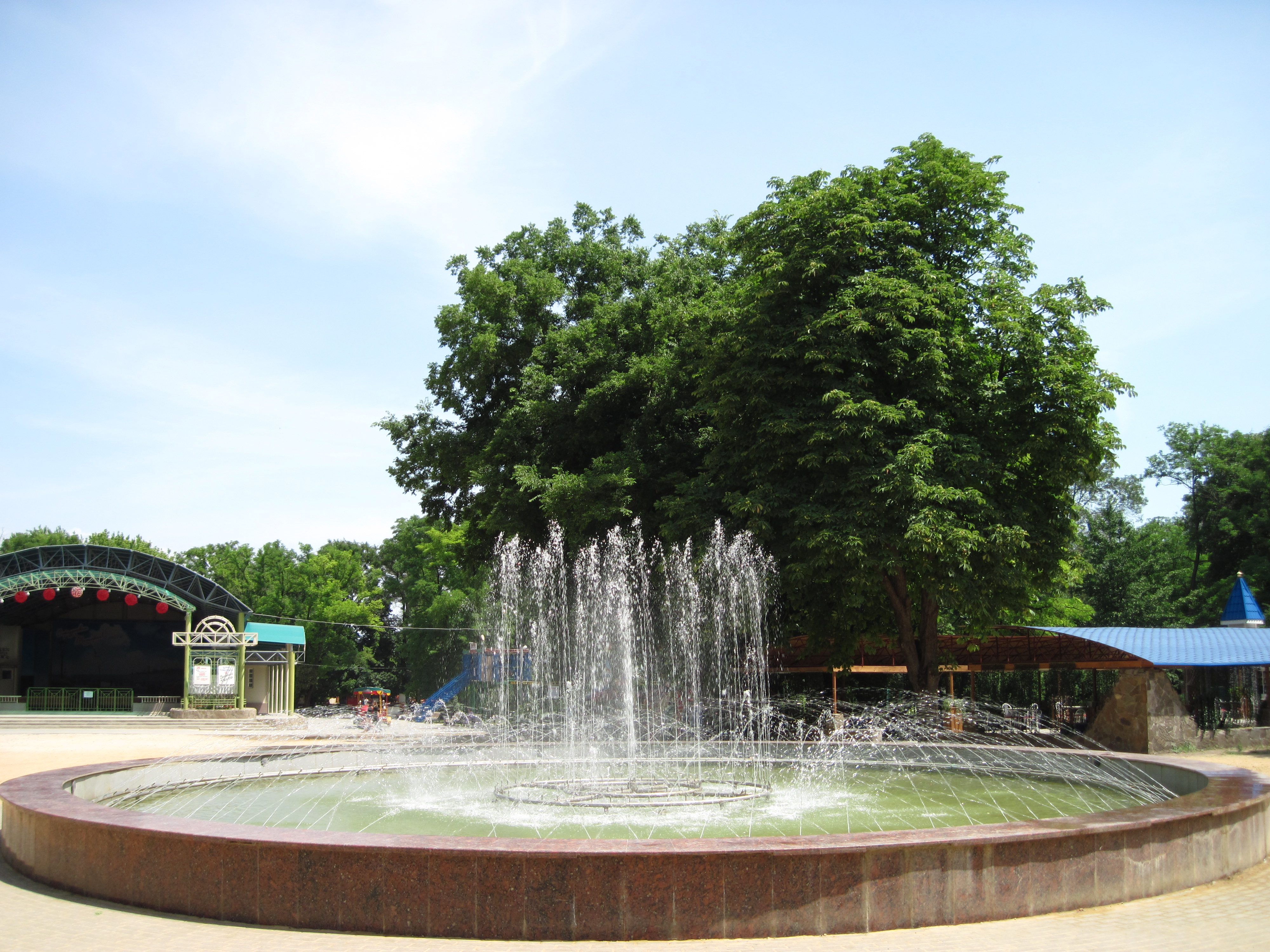
Fontaine du parc Gorki.

- Parc de Pierre (anciennement du Komsomolsk)
- Square du Schlagbaum
- Square Smirnov
- Square Tchekhov
- Square du Spartak
- Square du City-Centre
- Quai Pouchkine avec le grand escalier de pierre de Taganrog (1823)
- Quai Tchekhov

## Plages
- Elisseïevski (Елисеевский)
- Medusa (Медуза)
- Solnetchny (Солнечный)
- Tsentralny (Центральный)
- Primorsky (Приморский)
- Topol (Тополь)
- Roussalotchka (Русалочка)
- Aqua-parc Lazourny («Лазурный»)
- Aqua-parc Greenwich-park («Гринвич-парк»)
- Aqua-club na Poliakovskom (Аква-клуб на Поляковском)
- Aqua-centre Rabinouchka (Аква-центр «Рябинушка»)

## Personnalités
Sont nés à Taganrog :
- Achille Alferaki (1846-1919) : compositeur.
- Natalia Douritskaïa (°1960) : artiste-peintre, membre de l’Union des peintres de Russie.
- Ivan Karpovitch Goloubets (1916-1942) : marin, héros de l'Union soviétique.
- Alexandre Koyré (1882-1964) : philosophe et historien français.
- Valentin Ovetchkine (1904-1968) : écrivain, dramaturge et journaliste.
- Valentin Parnac (1891-1951) : poète et fondateur du jazz russe et soviétique.
- Sofia Parnok (1885-1933) : poétesse.
- Isaac Pavlovski (1853-1924) : journaliste et écrivain.
- Boris Podolsky (1896-1966) : physicien américain.
- Viktor Pougatchev (°1948) : pilote d'essai, l'inventeur de la figure de voltige appelée « Cobra de Pougatchev ».
- Faïna Ranevskaïa (1896-1984) : actrice de théâtre et cinématographique ; un monument a été élevé en 2004 à son effigie.
- Witold Rowicki (1914-1989) : musicien et chef d'orchestre polonais.
- Anton Tchekhov (1860-1904)
- Maria Tchekhova (1863-1957) : sœur d'Anton Tchekhov
- Nikolaï Tchekhov (1858-1889) : frère d'Anton Tchekhov, peintre

|  |  |

## Notes et références

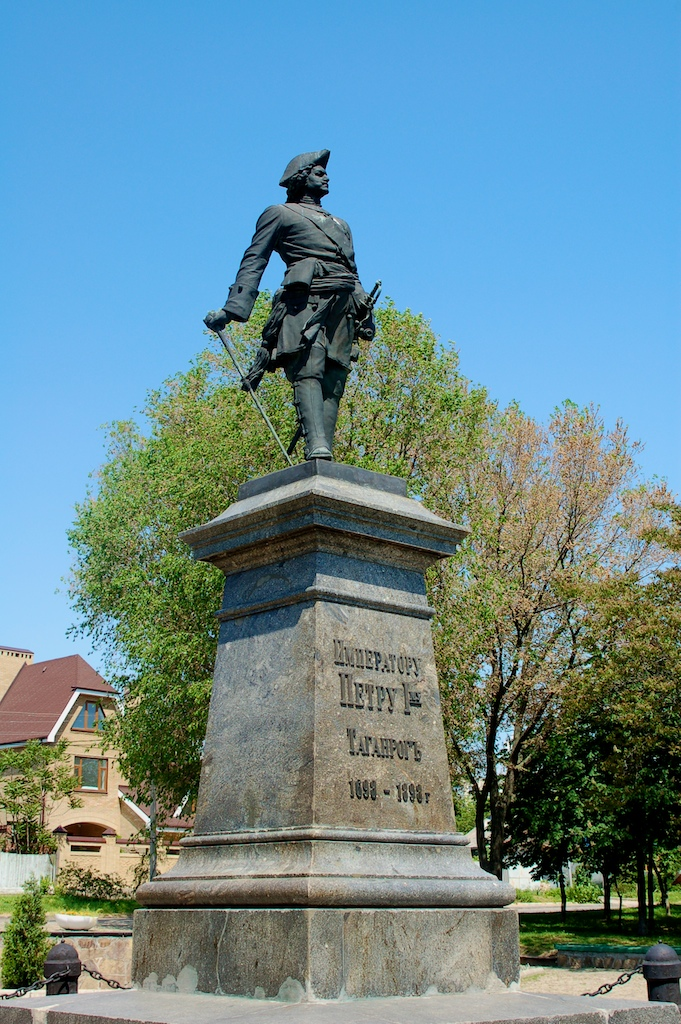
Statue de Pierre le Grand à Taganrog.

## Jumelages

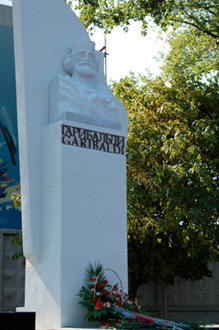
Monument érigé en l'honneur de Garibaldi à Taganrog.

- Tcherven Briag (en) (Bulgarie) depuis 1963
- Flessingue (Pays-Bas) depuis 1989
- Lüdenscheid (Allemagne) depuis 1991
- Famagouste (Chypre) depuis 2000
- Marioupol (Ukraine) depuis 1993
- Badenweiler (Allemagne) depuis 2002
- Jining (Chine) depuis 2009
- Pinsk (Biélorussie) depuis 2009
- Khartsyzk (Ukraine) depuis 2009